# Firmus de Césarée
Firmus de Césarée, évêque de Césarée de Cappadoce, est l'un des chefs de file du parti cyrillien au concile d'Ephèse. Il reste de lui 45 lettres et une homélie (CPG 6120-6121).

## Édition
- Firmus de Césarée, Lettres, coll. Sources chrétiennes, Paris, 1989 (par Calvet-Sébasti & Gatier)